# خوان فرانشيسكو مارتينيز موديستو
خوان فرانشيسكو مارتينيز موديستو (بالإسبانية: Nino)‏ (مواليد 10 يونيو 1980 في فيرا - إسبانيا) لاعب كرة قدم إسباني سابق، يلعب في مركز المُهاجم. لعب لعدة أندية إسبانية، وقضى مُدة طويلة مع نادي إلتشي ويُعتبر أحد أبرز لاعبي النادي.

## روابط خارجية
- خوان فرانشيسكو مارتينيز موديستو على موقع قاعدة بيانات كرة القدم.إي يو (الإنجليزية)
- خوان فرانشيسكو مارتينيز موديستو على موقع Soccerbase.com (لاعب) (الإنجليزية)
- خوان فرانشيسكو مارتينيز موديستو على موقع Soccerway.com (الإنجليزية)
- خوان فرانشيسكو مارتينيز موديستو على موقع عالم كرة القدم.نت (الإنجليزية)
- خوان فرانشيسكو مارتينيز موديستو على موقع AS.com (الإسبانية)